# Friedrich Spanheim
Friedrich Spanheim starší (1. ledna 1600 – 14. května 1649) byl kalvinistický profesor na Leidenské univerzitě.
Roku 1614 nastoupil na univerzitu v Heidelbergu, kde studoval filologii a filozofii a roku 1619 se přestěhoval do Ženevy, kde studoval teologii. Roku 1621 se stal učitelem v domě Jeana de Bonne, barona de Vitrolle, guvernéra Embrunu v Dauphiné, a po třech letech se vydal na cesty po Francii a Anglii; do Ženevy se vrátil roku 1626 a stal se profesorem filozofie. Roku 1631 přestoupil na teologickou fakultu a byl zde rektorem mezi lety 1633 a 1637.
Roku 1642 přesídlil do Leidenu jako profesor teologie. V Holandsku se Spanheim stal jedním z největších obhájců kalvinistické doktríny předurčení proti Moise Amyrautovi.

## Dílo
Anonymně vydal Le Soldat suedois (1634), Le Mercure suisse (1634), Commentaire historique de la vie et de la mort de . . Christofle Vicomte de Dohna (1639).
Jeho hlavními teologickými díly jsou:
- Dubia evangelica (3 svazky, Ženeva, 1631-1639)
- Disputatio de gratia universali (3 svazky, Leiden, 1644-1648)
- Epistola ad Buchananum super controversiis...in ecclesiis Anglicanis (Leiden, 1645).